# نادر الجلال
الدكتور نادر عبدالله محمد الجلال (مواليد 1957) أكاديمي كويتي ، وزير التعليم العالي والبحث العلمي منذ 25 أغسطس 2024.

## عن حياته
ولد الدكتور نادر عبدالله محمد الجلال بالكويت سنة 1957 ، وهو حاصل على شهادة بكالوريوس في الكيمياء من جامعة الكويت عام 1979 ، ثم حصل علي شهادة الماجستير من جامعة الكويت في الكيمياء غير العضوية عام 1981 ، لحقها الدكتوراه في الكيمياء العضوية من جامعة ريدينغ في إنجلترا عام 1984.

## المناصب والعضويات

### مناصب شغلها سابقاً
- شغل منصب مدير جامعة الكويت من عام 2002 إلى 2006.
- أمين عام جامعة الكويت من عام 1999 إلى عام 2002.
- عميد كلية الدراسات العليا في جامعة الكويت من عام 1994 إلى 1999.
- عضو مجلس إدارة الهيئة العامة للتعليم التطبيقي والتدريب عام 1999.
- أستاذ في قسم الكيمياء بكلية العلوم في جامعة الكويت عام 1996.
- عضو مجلس إدارة وأمين سر بالجمعية الكيميائية الكويتية من 1987 إلى 1992..
- رئيس قسم الكيمياء في جامعة الكويت من 1991 إلى 1992.
- أستاذ زائر بقسم الكيمياء بجامعة البحرين من 1990 إلى 1991.

### وزيراً في الحكومة
في 25 أغسطس 2024 صدر مرسومٌ أميري بتعديل وزاري حيث عُين وزيراً للتعليم العالي والبحث العلمي.